# Llanuces
Llanuces (en asturiano y oficialmente: Chanuces) es una parroquia del concejo asturiano de Quirós, en España, y un lugar de dicha parroquia. Su templo parroquial está dedicado a Santa María.
La parroquia alberga una población de 57 habitantes y ocupa una extensión de 2,83 km².

## Entidades de población
Según el nomenclátor de 2011, la parroquia está formada por las poblaciones de:
- Cantu del Grandizu (El Grandizu), casería: 3 habitante
- La Cerezal  (La Cereizal), casería: 2 habitantes
- Llanuces  (Chanuces), lugar: 33 habitantes
- Murias (lugar): 19 habitantes